# Університет штату Каліфорнія в Сан-Хосе
Університет штату Каліфорнія в Сан-Хосе (також "Державний університет Сан-Хосе", англ. San Jose State University) — громадський університет США, розташований у центрі міста Сан-Хосе, штату Каліфорнія. Один із 23-х відділів системи Університету штату Каліфорнія.
В університеті навчаються близько 27 000 студентів за 130 освітніми програмами.
Найстаріший державний вищий навчальний заклад на західному узбережжі США і перший відділ системи Університету штату Каліфорнія. До складу Державного університету Сан-Хосе належить найстаріша катедра кримінального права Америки.